# Хорикита, Маки
Маки Хорикита (яп. 堀北 真希 Хорикита Маки, 6 октября 1988, Киёсэ, Токио, Япония) — японская киноактриса. Начала свою актёрскую карьеру в 2003 году как идол U-15, с тех пор снялась в ряде драм, а также в телевизионных и журнальных рекламах, фильмах.

## Биография
Маки Хорикита родилась 6 октября 1988 года в Киёсе, Токио, Япония. Она старший ребёнок в семье, у неё есть две младшие сестры.
В школе отличалась большой активностью: занимала посты заместителя председателя студсовета и вице-капитана баскетбольного клуба, являлась лидером класса. Однако после начала актёрской карьеры сконцентрировалась на учёбе и работе. Любимая музыкальная группа EXILE и One Direction. Любит готовить, играть на фортепиано, ездить на велосипеде и читать. Большая поклонница манги и аниме. Любит убираться в доме. Любимая писательница Каори Икуни.
Личная жизнь: 22 августа 2015 году вышла замуж за актёра Кодзи Ямамото (р.1976 г.), в декабре 2016 года родила первого ребёнка.

## Творчество

### Модельный бизнес
Помимо участия в дорамах и фильмах, Хорикита Маки также снималась в различных рекламах в качестве гравюр-идола. Но её модельная карьера была довольно короткой, потому что она полностью посвятила себя кинематографу.
Одним из наиболее известных проектов с её участием является реклама Fujifilm, в которой она снялась вместе с японским кумиром Томоя Нагасе.
Несколько раз она попадала на обложки мужских и подростковых журналов.

### Телевидение
Хорикита Маки получила признание в 2005 году, снявшись в дорамах Парень из электрички и Продвижение Нобуты. Её игра в роли Котани Нобуко принесла ей звание Лучшей актрисы второго плана Японской киноакадемии.
Взаимная симпатия между её героиней Нобуко и Акирой Кусано, которого сыграл участник группы NEWS Томохиса Ямасита была так хорошо воспринята, что их пригласили сниматься в дораме Куросаги.
За роль Цурары Ёсикавы, студентки юридического факультеты, мечтающей стать прокурором и осуждающей образ жизни и профессию Куросаки, но тем не менее влюбившейся в него, Хорикита Маки получила свою вторую награду как Лучшая актриса второго плана от той же Японской киноакадемии.
Продюсеры и сценаристы признали её актёрские способности и вскоре она была приглашена играть главную роль в дораме Teppan Shoujo Akane.
Она также снялась в третьей и заключительной части фильма Один пропущенный звонок совместного производства Японии и Южной Кореи.
В 2007 году Хорикита Маки сыграла роль Асии Мидзуки в дораме Hanazakari no Kimitachi e, снятой по мотивам одноименной манги. За эту роль она впервые удостоилась звания Лучшей актрисы.
Её труд был вознагражден, когда она удостоилась престижной премии Women of the Year в 2007 году от журнала Vogue Nippon. В числе других лауреатов этой премии значились Анна Цутия и Харука Аясэ.

## Фильмография

### Дорамы
- 2003 — Densha
- 2003 — Keitai Deka Zenigata Mai
- 2004 — Dobutsu no Oisha-san
- 2005 — Истории ужаса из Токио / Kaidan Shin Mimibukuro
- 2005 — Парень из электрички / Densha Otoko — Ямада Аой
- 2005 — Продвижение Нобуты / Nobuta wo Produce — Котани Нобуко
- 2006 — Падшие ангелы / Tsubasa no Oreta Tenshitachi — Юна
- 2006 — Куросаги / Kurosagi — Ёсикава Цурара
- 2006 — Парень из электрички Делюкс / Densha Otoko Deluxe — Ямада Аой
- 2006 — Последний пропущенный звонок / Chakushin ari final — Аска
- 2006 — Teppan Shoujo Akane — Кагура Аканэ
- 2007 — Дорогие мои ученики! / Seito Shokun!
- 2007 — Твои кончики пальцев / Kimi no Yubisaki
- 2007 — Для тебя во всем цвету / Hanazakari no Kimitachi e — Асия Мидзуки
- 2007 — Сэйто сёкун! / Seito shokun — Кимура Дзюрия
- 2007 — Встретимся в суде! / Deru Toko Demasho! — Камэй Сидзука
- 2008 — Невинная любовь / Innocent Love — Акияма Канон
- 2008 — Для тебя во всем цвету: спецвыпуск / Hanazakari no Kimitachi e SP — Асия Мидзуки
- 2008 — Мужчины моего дома — Atashinchi no Danshi — Минэта Тисато
- 2009 — Шанс! / Chance! — Кавамура Танаки
- 2010 — Прекрасный спорщик!! / Tokujo Kabashi!! — Сумиёси Мисудзу

### Фильмы
- 2003 — Космические спасатели / Cosmis Rescue
- 2004 — Кошмарная легенда района Сибуя / Shibuya Kaidan
- 2004 — Кошмарная легенда района Сибуя 2 / Shibuya Kaidan 2
- 2004 — Плач о Любви в Самом Сердце Мира / Sekai no Chuushin de Ai o Sakebu
- 2004 — HIRAKATA
- 2005 — Хинокио / Hinokio
- 2006 — Последний пропущенный звонок / Chakusin Ari FINAL
- 2008 — Куросаги / Kurosagi
- 2008 — ARCANA
- 2010 — Мемуары подростка, страдающего амнезией / Dareka ga Watashi ni Kissu wo Shita (Memoirs of a Teenage Amnesiac)

### Рекламы
- Nintendo GBA: Fire Emblem (2003)
- Nissinbo: Cotton Feel (2004)
- Lotte: Airs (2005)
- Suntory: Nacchan (2005)
- Lotte: Gyugyutto (2008)
- NTT Docomo: A.042 (2008)
- Fujifilm: 10000 (2008)
- Suntory: Orange Nacchan (2008)

## Награды
- Лучший новичок («Всегда: Закат на Третьей Авеню») — 29th Japan Academy Awards
- Лучшая актриса второго плана («Продвижение Нобуты») — 47th Television Drama Academy Awards
- Лучшая актриса второго плана («Куросаги») — 49th Television Drama Academy Awards
- Лучшая молодая актриса — MTV Student Voice Awards, 2006
- Женщина Года 2007 (в числе 11-ти победительниц) — Vogue Nippon
- Лучшая актриса («Для Вас во всем цвету…») — 54th Television Drama Academy Awards
- Лучшая актриса («Для Вас во всем цвету…») — TV Life